# Chansin
Chansin est un hameau belge de l'ancienne commune de Durnal, situé dans la commune d'Yvoir en province de Namur (Région wallonne de Belgique).
Chansin se situe dans la vallée du Bocq, à une altitude de 180 m. Près du hameau se situe une carrière.